# Władysław Strzedziński
Władysław Strzedziński (ur. 27 lipca 1895 w Wilnie, zm. 24 listopada 1959 w Poznaniu) – polski mistrz introligatorski.

## Życiorys
Syn Konstantego (1861-1948) i Ewy z domu Perkowska (1863-1950). Mistrz introligatorski z Wilna. Egzamin mistrzowski zdał w 1925 w Wilnie (następny egzamin mistrzowski zdał w Poznaniu w 1957). Od 1922 prowadził swój zakład introligatorski przy ul. Zamkowej 12, następnie przy ul. Tatarskiej oraz w czasie okupacji niemieckiej przy ul. Trockiej. Do największych osiągnięć introligatorskich Władysława Strzedzińskiego należą oprawy ksiąg liturgicznych "Mszałów wileńskich", których zleceniodawcą był Bolesław Żynda (1904-1989), ówczesny kierownik filii wydawnictwa Księgarni św. Wojciecha. Autorem projektów Mszałów, był wileński artysta grafik i malarz Gracjan Achrem-Achremowicz (1899-1942). Po II wojnie światowej Władysław Strzedziński osiadł w Łodzi a następnie w Poznaniu, gdzie otworzył pracownię introligatorską przy ul. Ogrodowej 11. Do jego większych osiągnięć introligatorskich w nowym miejscu należy oprawa dzieła Aleksandra Brücknera "Dzieje kultury polskiej" w czterech tomach oraz zlecenia opraw od osób prywatnych m.in. poetki Kazimiery Iłłakowiczówny (1892-1983).